# 彼得里夫卡 (柳巴希夫卡市鎮)
47°44′38″N 30°6′53″E / 47.74389°N 30.11472°E
彼得里夫卡（烏克蘭語：Петрівка）是位於烏克蘭西南部的村莊，由敖德薩州波季利斯克區的柳巴希夫卡市鎮負責管轄。該村面積1.47平方公里，海拔高度183米，2001年人口470，人口密度每平方公里319.73人。